# Manny Babbitt
Manuel Pina "Manny" Babbitt (3 de mayo de 1949 - 4 de mayo de 1999) fue un veterano de la guerra de Vietnam que fue condenado por el asesinato de una mujer de 78 años, Leah Schendel, durante un robo en la ciudad de Sacramento en 1980. Fue ejecutado por el estado de California por inyección letal en la prisión estatal de San Quintín, un día después de su cumpleaños número 50. El asesinato fue cometido durante una serie de robos y el día después del asesinato, Babbitt cometió al menos un asalto sexual.

## Asesinato
Durante una serie de robos y allanamientos, en la noche del 18 al 19 de diciembre de 1980, Manuel Pina Babbitt irrumpió en el apartamento de Leah Schendel, de 78 años, en el sur de Sacramento; antes de saquear y robar su residencia, también golpeó en la cabeza e intentó violar a la Sra. Schendel, que falleció de un ataque cardíaco.
La noche siguiente, el 19 de diciembre de 1980, el agresor intentó violar a otra mujer de Sacramento, a quien agarró y golpeó hasta dejarla inconsciente antes de robarle dinero y joyas. Después de su arresto, el delincuente no negó haber cometido los crímenes, pero dijo que no tenía memoria de lo que sucedió. Sin embargo, se encontraron varios artículos propiedad de la señora Schendel en su poder, vinculándolo con su asesinato.
El hermano de Manny, Bill, cuando se dio cuenta de que su hermano posiblemente podría estar involucrado en la muerte de la anciana, contactó a la policía y los ayudó a arrestar a su hermano. A cambio, la policía le prometió a Bill que Manny recibiría la ayuda psicológica que él necesitaba y que ayudarían a que Manny no recibiera la pena de muerte. Bill estaba seguro de que cuando se enfrentara a la realidad de la enfermedad mental de Manny, el sistema de justicia emitiría una sentencia de por vida, pero rompieron su promesa. 
En su defensa se alego que al haber participado en su juventud en el Sitio de Khe Sanh de 1968 en la provincia de Quảng Trị, Vietnam del Sur y quedar herido, empezó a sufrir trastorno por estrés postraumático lo que, según afirmó, lo llevó a cometer sus delitos y luego a perder todos los recuerdos de los mismos. Pero al final, Manny fue condenado a muerte en 1983. Tras dieciséis años finalmente fue ejecutado, sus últimas palabras fueron: "Los perdono a todos". Fue enterrado en su natal Wareham, el 10 de mayo de 1999, con todos los honores militares.

## Legado
Hoy Bill Babbitt se pronuncia regularmente contra la pena de muerte. A menudo está junto a David Kaczynski, quien llevó a los investigadores federales a su hermano, Ted Kaczynski, conocido como el Unabomber en 1996. Kaczynski ha dicho repetidamente que si no fuera por la capacidad financiera de su familia para contratar un abogado competente, su hermano, al igual que Manny muy probablemente habría recibido la pena de muerte. En cambio, Ted Kaczynski recibió cadena perpetua sin la posibilidad de libertad condicional.